# Timothée de Rauglaudre
Timothée de Rauglaudre, né le 29 avril 1996, est un journaliste d'investigation français, spécialisé dans les questions religieuses et sociales.

## Biographie
Timothée de Rauglaudre nait à Paris le 29 avril 1996,.
Il publie des chroniques dans plusieurs journaux et magazines : Témoignage chrétien, Le Monde diplomatique, Alternatives économiques,, etc.
Journaliste indépendant, il choisit un sujet, enquête pendant plusieurs mois, puis rédige un ouvrage, fruit du résultat de cette enquête. Il est ainsi l'auteur de plusieurs ouvrages, et coscénariste d'un téléfilm.
Il est finaliste du prix Albert-Londres du livre 2020,.

## Publications

### Ouvrages
- Premières de corvée, éditions Louis De Gouyon Matignon, 2019 (ISBN 9791095165095)
« Ce livre témoigne de la précarité des travailleuses domestiques »[7] en donnant la parole aux femmes de ménage et employées de maison qui ont croisé le chemin de l'auteur[8]. L'auteur « rend un émouvant hommage à ces femmes de l'ombre aussi ignorées qu'admirables : les travailleuses domestiques, éternelles oubliées des luttes féministes »[9].
- Dieu est amour (avec Jean-Loup Adénor, journaliste à France Info), éditions Flammarion, 2019  (ISBN 978-2-08148-157-2)
Cet ouvrage « dénonce les groupes chrétiens de "guérison" des homosexuels » ; il raconte l'expérience des auteurs qui  ont infiltré des groupes chrétiens visant à guérir les homosexuels[10],[11] par l'intermédiaire de sessions de « guérison » organisées par l’association évangélique « Torrents de vie » et l’association catholique Courage »[12]. C'est « un livre-enquête dense et effarant sur ces groupes méconnus et dangereux, qui sévissent également en France en toute discrétion »[13].
L'ouvrage est finaliste du prix Albert-Londres du livre 2020.
- Le Nouveau péril sectaire (avec Jean-Loup Adénor), éditions Robert Laffont, 2021  (ISBN 978-2-22125-532-2)
Cet ouvrage évoque les mouvements à tendance sectaire nés ces dernières années. L'essai « rassemble « antivax », crudivores (personnes se nourrissant exclusivement d’aliments crus), écoles Steiner (établissements à la pédagogie issue de l'anthroposophie) ou encore évangéliques radicaux »[14].
Dans un entretien avec les auteurs, le magazine L'Express titre : « Anthroposophes, crudivoristes, évangéliques... Les nouvelles menaces sectaires. Les journalistes Timothée de Rauglaudre et Jean-Loup Adénor alertent sur "l'ubérisation" de l'emprise sectaire, et s'inquiètent du désintérêt des pouvoirs publics »[15].
- Les Moissonneurs - Voyage initiatique sur les traces de la théologie de la libération, éditions Escargot, 2022 (ISBN 978-2-38074-015-8)
Cet ouvrage résulte d'une enquête sur la théologie de la libération, courant chrétien latino-américain anticapitaliste, pour laquelle l'auteur s'est rendu au Brésil et au Mexique[16],[17]. C'est le résultat d'une enquête menée au Brésil et au Mexique où Timothée de Rauglaudre, « a fait un road trip sur les traces de ce mouvement destiné à relayer la clameur des pauvres et qui, malgré le pape François, ne semblent pas avoir beaucoup de porte-voix »[4].

### Téléfilm
En collaboration avec Bernard Nicolas et Jean-Loup Adénor, Timothée de Rauglaudre réalise en 2019 pour la chaîne Arte le documentaire Homothérapies, conversion forcée. Il « raconte les souffrances de nombreuses personnes homosexuelles, incitées ou forcées à se convertir à l’hétérosexualité, ou à pratiquer l’abstinence ».

### Séries de reportages pour le média web d'informationLes Jours
- L’arnaque, elle est vite répandue, série en sept épisodes de janvier à mai 2022[19].
En collaboration avec Marjolaine Koch, Timothée de Rauglaudre étudie les arcanes du trading en ligne et de la vente pyramidale.
- Les ensoutanés, série en sept épisodes de mai à juillet 2022.
L'auteur met au jour les ressorts de la montée en puissance de la communauté Saint-Martin, « qui inquiète autant qu’elle rassure au sein du catholicisme français »[20],[19].
- Tempête sur le diocèse, série en dix épisodes de juin à septembre 2023.
Avec Maïté Baldi, l'auteur enquête sur le diocèse de Fréjus-Toulon et sur Dominique Rey[21]

### Télévision
En 2019, il participe à l'émission de télévision Je t'aime, etc. présentée par Daphné Bürki,.

## Pour approfondir